# Morteratschgletscher
Der Morteratschgletscher (rätoromanisch Vadret da Morteratschⓘ oder Glatscher dal Morteratschⓘ) ist ein Alpen-Gletscher in der Berninagruppe im Kanton Graubünden in der Schweiz. Wie nahezu alle Alpengletscher ist auch der Morteratschgletscher im Rahmen der globalen Erwärmung von umfassendem Schwund betroffen; so verkürzte er sich zwischen 1900 und 2017 um etwa 2500 Meter.

## Beschreibung
Zusammen mit dem Persgletscher, dessen Zunge seit dem Sommer 2015 den Morteratsch nicht mehr erreicht, ist er mit einem Volumen von rund 1,2 Kubikkilometern der volumenstärkste Gletscher der Ostalpen.
Seit Beginn der systematischen Beobachtungen im Jahr 1878 hat der Gletscher 2,5 Kilometer an Länge eingebüsst; er ist noch rund 6,2 Kilometer lang (Stand 2013) und damit der drittlängste Gletscher der Ostalpen, nach Pasterze und Gepatschferner in den österreichischen Alpen.
Die beim Gletscherrückgang im Gletschervorfeld hinterlassenen Spuren gelten als typisch für die Alpen. Ein Gletscherlehrpfad erklärt an 20 Stationen Glaziologie, Geomorphologie und Vegetation. Entlang dieses Wanderweges stehen darüber hinaus Schilder zur Dokumentation des Gletscherrückgangs. Im Frühjahr führt eine Skiroute von der Diavolezza über den Gletscher.

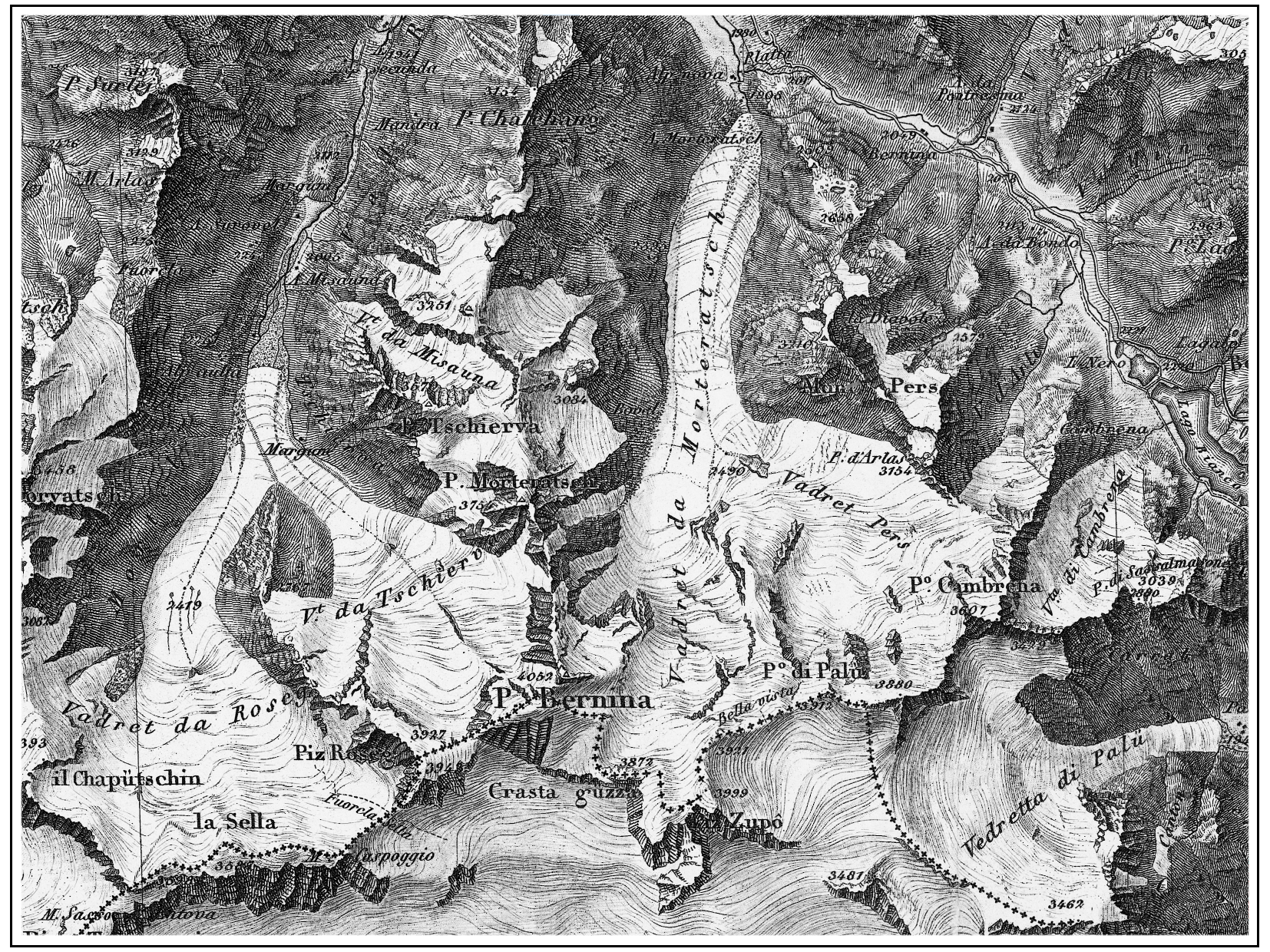
Gletscher der Berninagruppe auf der Dufourkarte von 1866: Roseg-, Tschierva-, Morteratsch-, Pers-, Cambrena- und Palügletscher
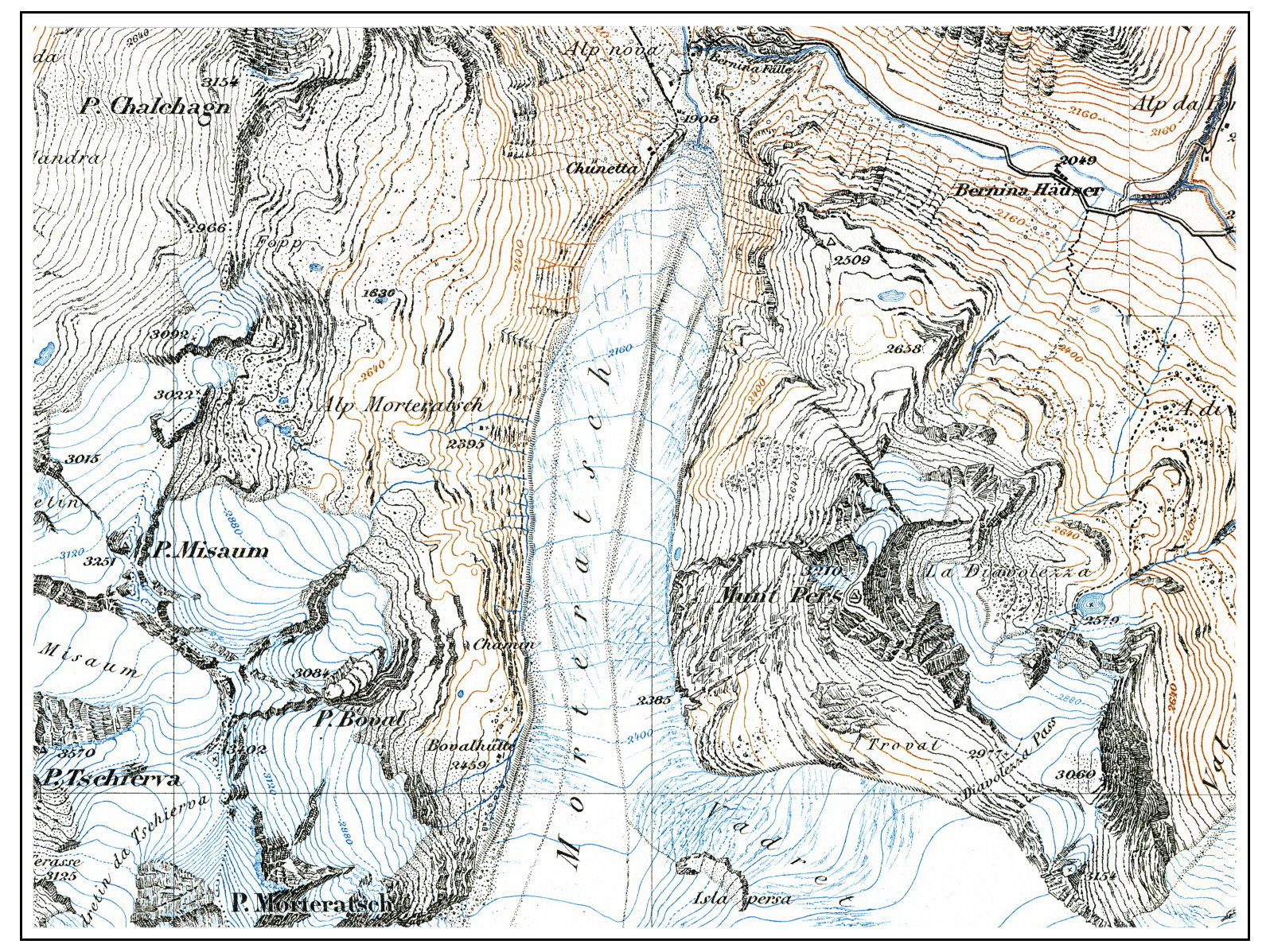
Der Morteratschgletscher im Topographischen Atlas der Schweiz, 1875/1877. Unten der Zusammenfluss mit dem Persgletscher

## Namensherkunft
Volksetymologisch wird der Name Morteratsch durch die Schweizer Sage Die Jungfrau vom Morteratsch erklärt. Die reiche Bauerntochter Annetta aus Pontresina verliebt sich in Viehhüter Aratsch, ihre Eltern jedoch sind gegen die Beziehung. Die Bedingung des Vaters: Der Senn kriegt die einzige Erbin aus wohlhabendem Haus nur, wenn er Reichtum erlangt. Der Vater setzt durch, dass der Hirt aus dem Bündner Oberland im nächsten Sommer nicht mehr als Hirt auf der Alp arbeiten darf.
Aratsch ging als Soldat ins Ausland und Annetta litt vor Kummer und Sehnsucht. Die Eltern hätten mittlerweile in eine Heirat eingewilligt, doch der Jüngling ist nicht auffindbar. Kurz bevor er nach jahrelangem Fernbleiben als Offizier nach Pontresina zurückkehrt, stirbt Annetta. Daraufhin reitet er zur Alp hinauf und springt samt Pferd in den dahinterliegenden Gletscher. Niemand hat ihn je wiedergesehen.
Der Geist des Mädchens treibt sich daraufhin Nacht für Nacht auf der Alp herum, man hört sie immer wieder klagen: „Mort Aratsch“ (deutsch: Aratsch ist gestorben, siehe: Morteratsch). Doch der zuständige Senn mag die Erscheinung und lässt sie gewähren, denn er merkt, dass die Kühe mehr Milch geben, kaum mehr ein Tier verunglückt und der Rahm fetter ist als vorher.
Sein Nachfolger jedoch verweist den Geist der Annetta von der Alp, worauf ein Gewitter aufzieht und sie einen Fluch ausspricht: «Schmaladida saja quaist’ alp e sia pas-chüra!» (deutsch: Verflucht sei diese Alp samt ihren Weiden). Von da an ist der Segen der Alp dahin, sie muss schon bald verlassen werden. Die Weiden werden immer magerer und der Gletscher rückt aus der Schlucht dahinter zusehends vor und bedeckt die Alp, die Hütte und dazu das ganze Seitental weit gegen den Berg hinauf, der seither Munt Pers (verlorener Berg) heisst.

## Lage und Umgebung
Der Morteratschgletscher liegt im Kanton Graubünden, im Bezirk Maloja und im Kreis Oberengadin. Sein Südrand stellt die italienisch-schweizerische Grenze dar. Der Gletscher befindet sich im oberen Teil des Morteratschtals, das von Süd nach Nord verläuft und bei Morteratsch in das Val Bernina mündet. Am Talübergang stehen eine Station der Berninabahn und ein Hotel. Morteratsch- und Persgletscher sind im Uhrzeigersinn von den Dreitausendern Munt Pers, Piz Cambrena, Piz Palü, Piz Zupò, Piz Argient, Piz Bernina (4049 m), Piz Morteratsch, Piz Boval und Piz Chalchagn umgeben. Die Gletscher entwässern über Ova da Morteratsch, Berninabach, Flaz, Inn und Donau in das Schwarze Meer.

## Ausdehnung

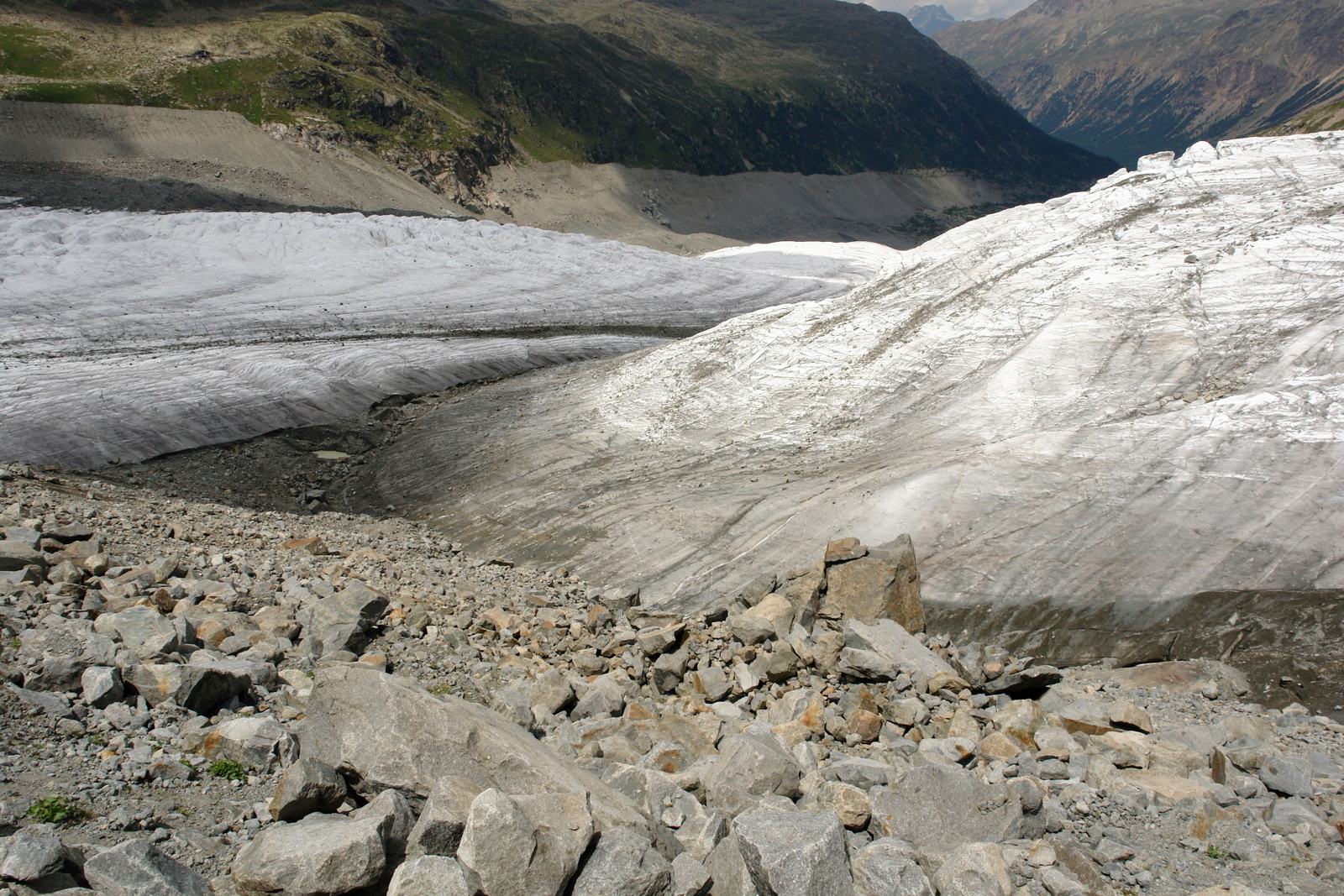
Ehemaliger Zusammenfluss mit dem Persgletscher (2007)

Im oberen, steilen Teil ist der Gletscher stark zerklüftet und von Gletscherspalten und -brüchen durchzogen. Der untere, flache Teil bildet eine ausgeprägte Gletscherzunge. Die breiteste Stelle zwischen Piz Bernina und dem Bellavista-Kamm beträgt ungefähr 2,8 Kilometer. Die grösste Ausdehnung zwischen dem südlichsten Punkt, dem Piz Argient, und dem nördlichen Ende der Gletscherzunge beträgt 6,4 Kilometer. Zusammen mit dem Persgletscher betrug 2008 die Gletscherfläche 15,3 Quadratkilometer, das Volumen wird mit 1,2 Kubikkilometer angegeben, kann aber nicht präzise ermittelt werden. Das tatsächliche Volumen kann 0,3 Kubikkilometer grösser oder kleiner sein. Die mittlere Eisdicke beträgt ungefähr 75 Meter. Die Fliessgeschwindigkeit des Gletschers kann mit Hilfe von Ogiven abgeschätzt werden. Für einen Teil des Gletschers betrug sie 120 Meter pro Jahr. Zwischen der Isla Persa und dem Fuss des Munt Pers vereinigte sich der Morteratschgletscher früher mit dem Persgletscher. Im heissen Sommer 2015 trennten sich die beiden Eiskörper. An den Hängen östlich und westlich des Morteratschtals hat der Gletscher ausgeprägte Seitenmoränen hinterlassen.
Das Haupt-Nährgebiet des Gletschers liegt unterhalb der Kämme zwischen dem Piz Bernina im Westen und dem Piz Argient, dem Piz Zupò sowie dem Bellavista-Kamm im Osten. Das Nährgebiet reicht bis zur Gleichgewichtslinie auf ungefähr 2'600 Meter hinunter.

## Entwicklung

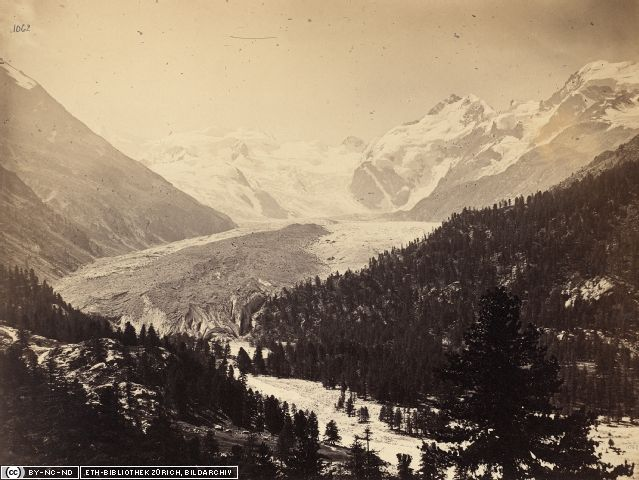
Der Morteratschgletscher um 1867

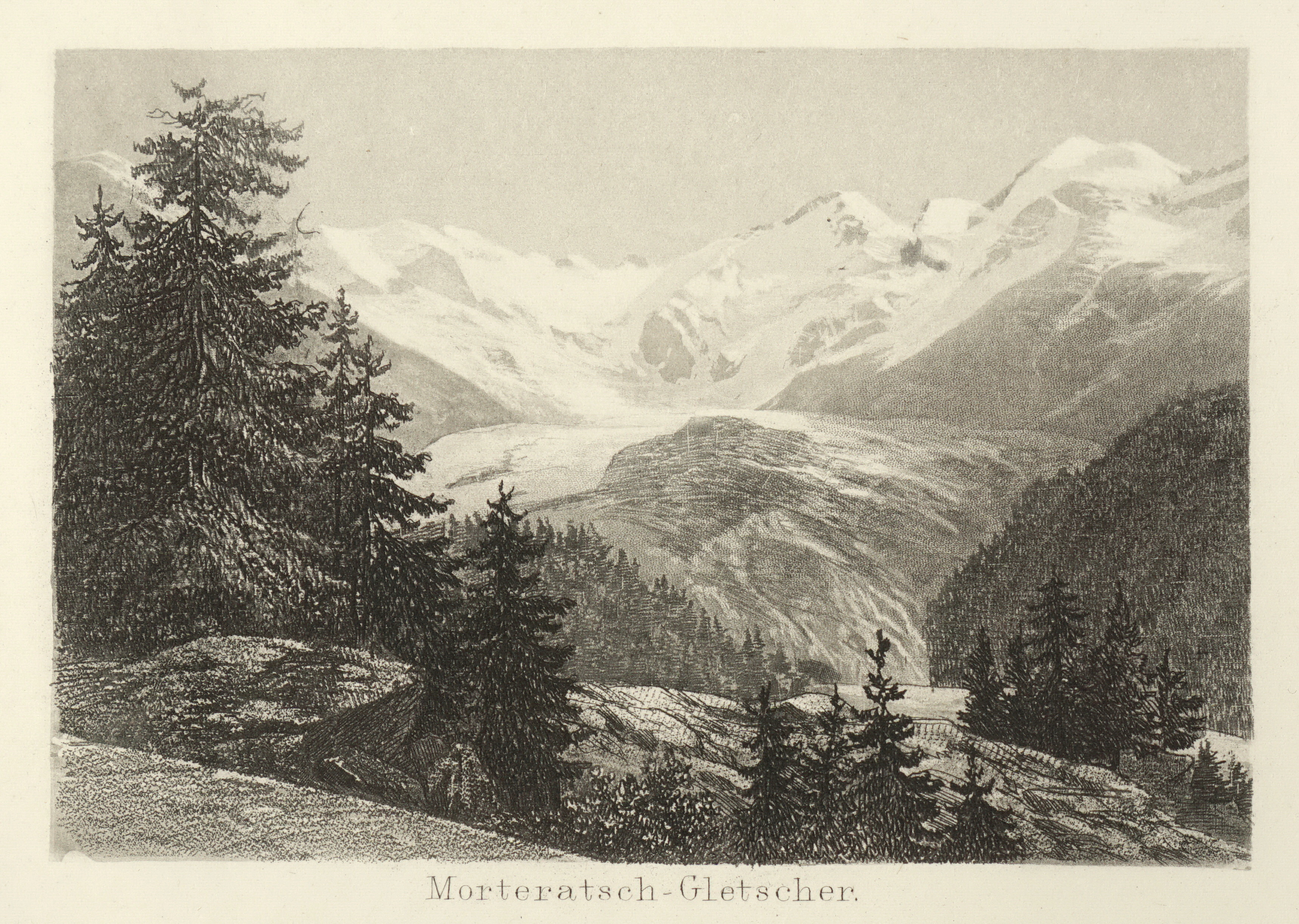
Der Gletscher um 1870/1880. Radierung von Heinrich Müller

Luftbild von Werner Friedli, 1954

In den Kaltzeiten des Quartärs („Eiszeit“) speiste der Morteratschgletscher den Inntal-Gletscher. Gegen Ende des Jungpleistozän vor 20'000 Jahren wurde der absolute Höchststand des Eises erreicht. Es schmolz in der Folgezeit immer weiter ab. Vor 14'000 Jahren mündete der Morteratschgletscher noch mit einer Mächtigkeit von 400 Metern in das Berninatal, wo er sich mit einem Eisstrom vom Berninapass vereinigte. Zu Beginn des Holozäns, also vor etwa 10'000 Jahren, reichte der Morteratschgletscher bis Pontresina und hatte noch eine Dicke von 150 Metern. Der weitere Rückgang setzte sich seitdem fort, zwischenzeitlich war die Vereisung jedoch schon deutlich geringer als heute, (Stand 2005), wobei das Minimum etwa 7'000 Jahre zurückliegt.
Den Höchststand in der Neuzeit erreichte der Morteratsch 1857, als er bis auf ungefähr 100 Meter an das Areal der heutigen Station Morteratsch der Rhätischen Bahn vorgestossen war. Im Jahr 1878 wurde mit der systematischen Längenmessung am Morteratschgletscher begonnen, als er 8,6 Kilometern lang war. Anfangs wurde die Länge in Abständen von drei (1878 bis 1881) und zwei Jahren (1881 bis 1883) gemessen. Danach wurde überwiegend jährlich gemessen, seit 1916 findet regelmässig jedes Jahr eine Messung statt. Seit Beginn der Messungen bis 2015 schmolz der Gletscher um 2'649 Meter; er hat nunmehr eine Länge von 6,0 Kilometern. Das entspricht einem durchschnittlichen Rückgang von 17 Metern pro Jahr. Der grösste Rückgang konnte 1947 sowie 1953 mit 48 Metern, 1981 mit 56 Metern, 2003 mit 77 Metern und 2015 mit 164 m beobachtet werden. Lediglich in fünf Jahren verzeichnete der Gletscher einen Längengewinn: 1899 und 1988 um 2 Meter, 1912 um 5 Meter, 1985 um 8 Meter und 2004 um 10 Meter. Durch den Rückzug der Gletscherzunge verlagerte sich das Gletscherende bis 1991 um 110 Höhenmeter auf 2'020 Meter nach oben. Der Gletscherstand erreichte 1993 in etwa das Ausmass vor der Kleinen Eiszeit um das Jahr 1200.
Vom Beginn der Messungen bis zum Jahr 1991 verlor der Gletscher ungefähr 2,9 Quadratkilometer, das sind 15 Prozent seiner Oberfläche. Das Volumen verringerte sich bis 1991 um rund 0,3 Kubikkilometer, die mittlere Eisdicke ging um 5 auf 70 Meter zurück.
Im Winter 2008 und 2009 wurden unter der Gletscherzunge grosse, durch abfliessendes Schmelzwasser entstandene Höhlen entdeckt. Der Glaziologe Felix Keller ist der Meinung, das dreiteilige Gletscherhöhlensystem sei das grösste der gesamten Schweiz. Es ist jedoch zu erwarten, dass die Höhlen mit der weiteren Erwärmung einstürzen werden.

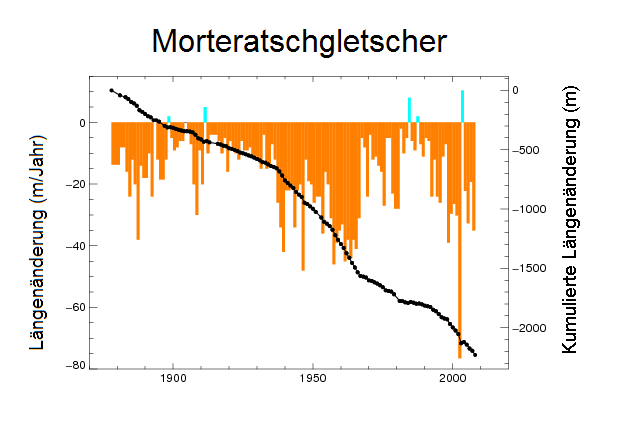
Längenänderungen seit 1878

| Jahr         | 1850 | 1973 | 1999/2000 | 2013         |
| Fläche (km²) | 19,3 | 16,4 | 15,9      | 14,93 (2015) |
| Länge (km)   | 8,9  | 7,6  | 6,6       | 6,2          |

## Geologie
Die Gesteine an der Oberfläche sind in ihrer Verteilung stark von den glazialen Vorgängen geprägt. Aus dem Talschluss stammen dunkelgrüne bis braun-schwarze Gabbros und Diorite sowie grüne Serpentinite von den Flanken von Piz Palü und Piz Bernina. Von den östlichen Talflanken kommen rote und weisse Alkaligranite, blaue Granodiorite und Diavolezza-Rhyolithe. Die westlichen Talflanken sorgen für dunkelgrüne bis braunschwarze Gabbrodiorite und Diorite, weisse bis grüne Granodiorite, sogenannte Berninagranite, Alkaligranite und Amphibolite. Am Talausgang sind Granite, Syenite, Diorite und Grünschiefer verbreitet.

## Klima
Durch die innere, zentrale Lage in den Alpen ergeben sich für die Region um den Morteratschgletscher charakteristische Klimaelemente. Es herrscht im Grunde ein Kontinentalklima, das sich durch heisse Sommer, kalte Winter und relativ geringe Niederschläge auszeichnet. Weil hohe Gebirgsgruppen, im Süden die Bergamasker Alpen und im Nordwesten die Glarner Alpen, das Engadin von den feuchten atlantischen und mediterranen Luftmassen abschirmen, besteht oft durch intensive Sonnenstrahlung eine niedrige Luftfeuchtigkeit. Als Referenzstation kann die Messstation auf dem Berninapass (2328 m) dienen. Sie befindet sich im östlichen Paralleltal und ist sieben Kilometer Luftlinie entfernt. Von 1961 bis 1990 registrierte diese Station eine Jahresmitteltemperatur von −0,6 °C. An der Messstation in Pontresina (1803 m) wurde ein Jahresniederschlag von 799 mm gemessen.
Im Tal entsteht um den Morteratschgletscher ein komplexes Windsystem. Die «normalen» Winde sind Talwinde am Boden und Strömungen in der freien Erdatmosphäre oberhalb der Berge. Das Gletschereis mit seinen niedrigen Temperaturen erzeugt jedoch das Mikro-Windsystem Gletscherwind, der als Fallwind auf den Talanfang zuströmt. Weil Tal- und Gletscherwind einander entgegenströmen, kommt es zu einem vermehrten Austausch von Energie und Feuchtigkeit zwischen Gletscher und Luft.

## Vegetation im Gletschervorfeld
Die dokumentierten Gletscherstände lassen die Beziehung der Vegetation zum Gletscherrückgang erkennen. Bereits im ersten Jahr, nachdem sich das Eis von einer Fläche zurückgezogen hat, siedeln sich Pionierpflanzen im Gletschervorfeld an. In diesem Pionierstadium bleibt die Vegetation für rund 20 Jahre mit einem Bedeckungsgrad zwischen 1 und 10 Prozent. Auf Flächen, die bereits früher eisfrei wurden, beträgt der Pflanzen-Bedeckungsgrad bei Rohboden 15 bis 75 Prozent. Nach 100 Jahren Eisfreiheit sind 85 Prozent des Bodens bedeckt. Zwischen 40 und 60 Jahren ohne Eis entwickeln sich mehr als 50 Prozent Bodenbedeckung. Deutlich geringer ist der Grad, wenn die Flächen kürzere Zeit eisfrei sind. Nach 20 Jahren hat sich auf weniger als 20 Prozent der Flächen Boden mit Pflanzenwuchs gebildet und nach zehn Jahren auf weniger als zehn Prozent.
Die ersten Pflanzen, die sich im Schutt der Moränen ansiedeln, entwickelten verschiedene Strategien, um sich an die Gegebenheiten anzupassen. Schuttwanderer wie der Schild-Ampfer und das Rundblättrige Hellerkraut durchdringen den Schutt mit langen Kriechtrieben. Schuttüberkriecher wie das Alpen-Leinkraut überlagern den Schutt mit blätterigen Trieben. Mit Hilfe von aufrechten Trieben gelangen die Schuttstrecker wie Alpen-Säuerling über den Schutt. Wurzelnde Decken auf dem Schutt bilden Schuttdecker wie der Weisse Silberwurz oder der Gegenblättrige Steinbrech. Fliessender Schutt wird mit dichtem Wurzelwerk oder Pfahlwurzeln von Gletscher-Hahnenfuss, Moos-Steinbrech, Polster-Segge und Kalk-Blaugras aufgehalten, dem so genannten Schuttstauen.

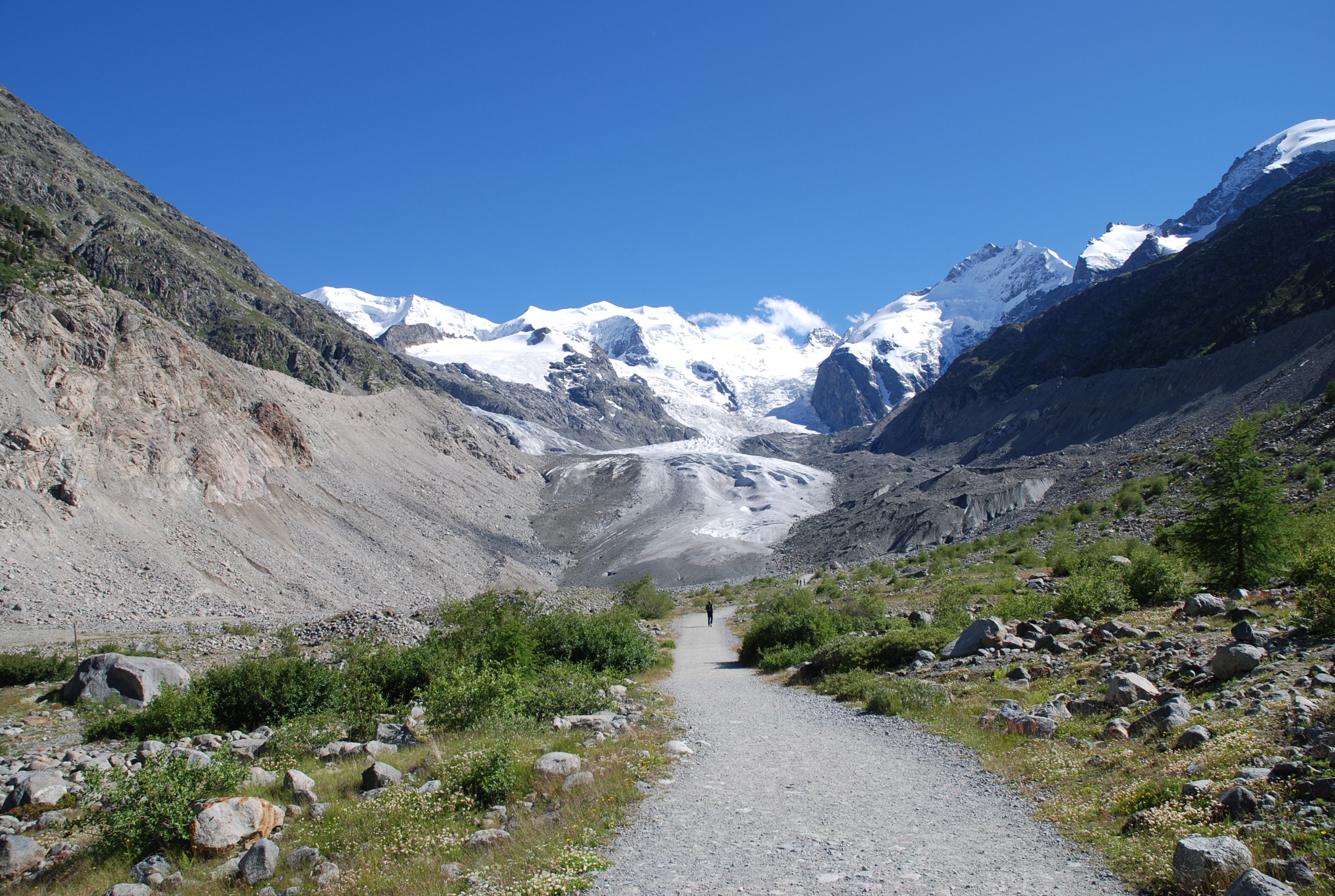
Vegetationsbedeckung zur Gletscherzunge hin
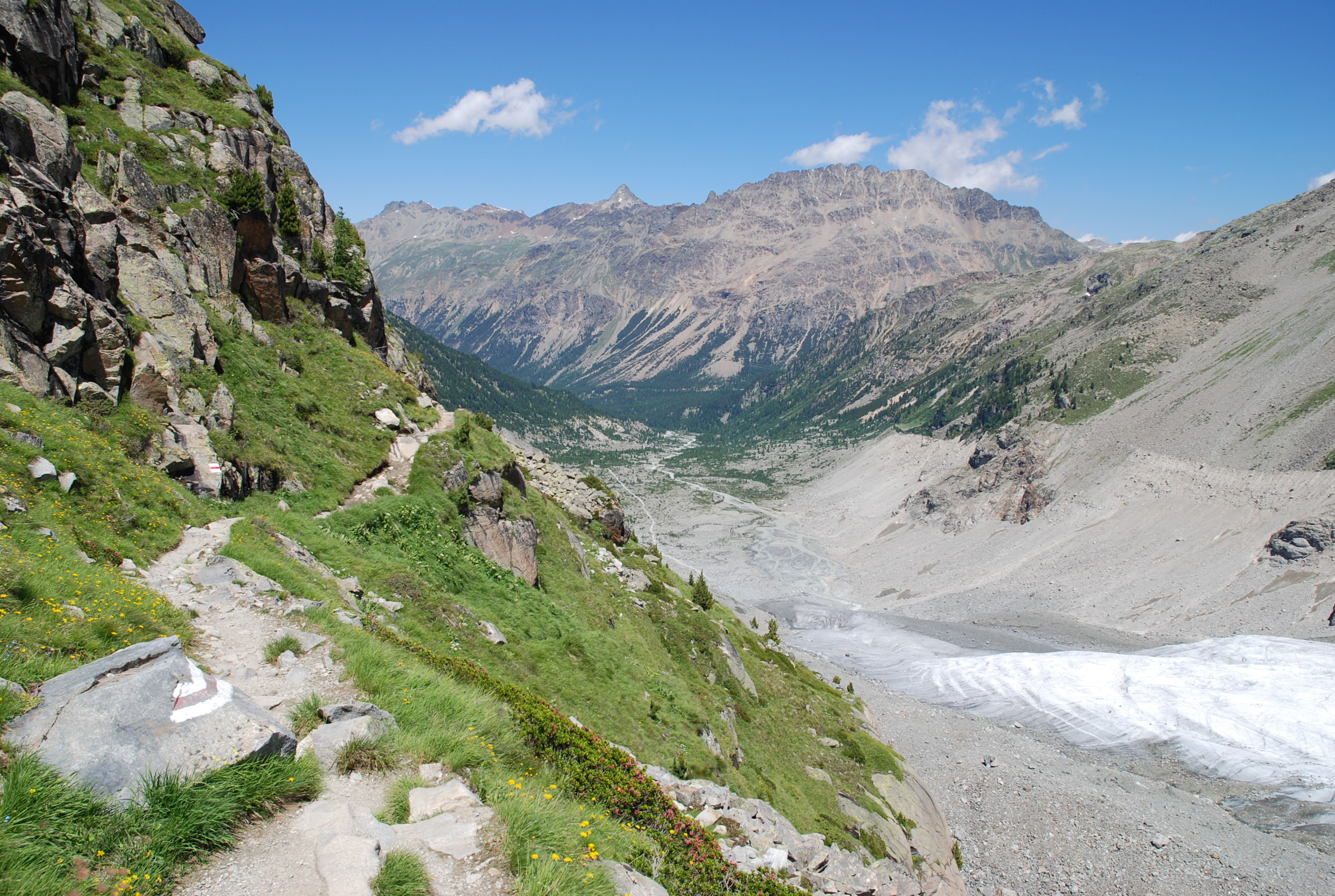
Überblick Vegetationsfortschritt
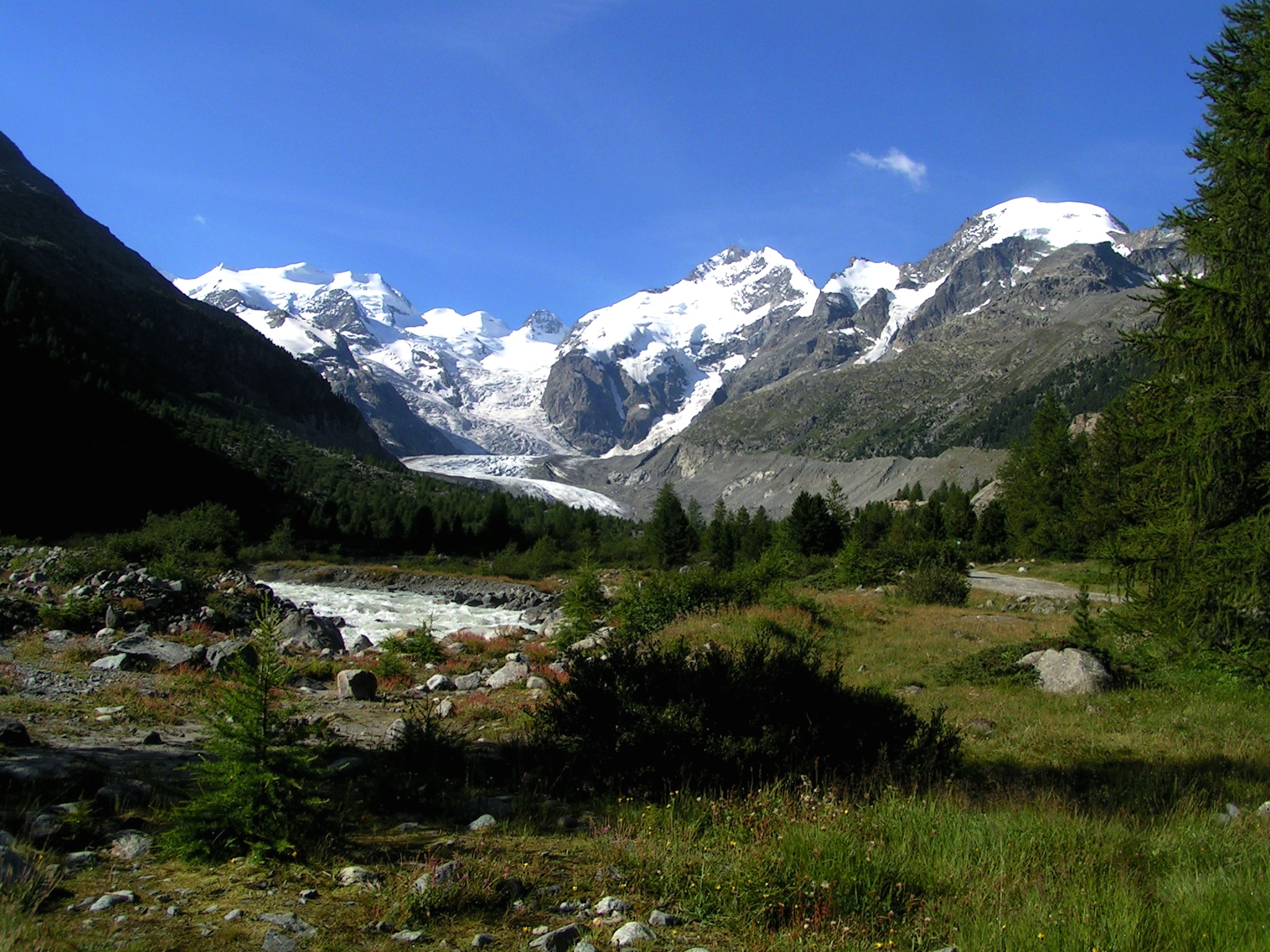
Fortgeschrittene Vegetation
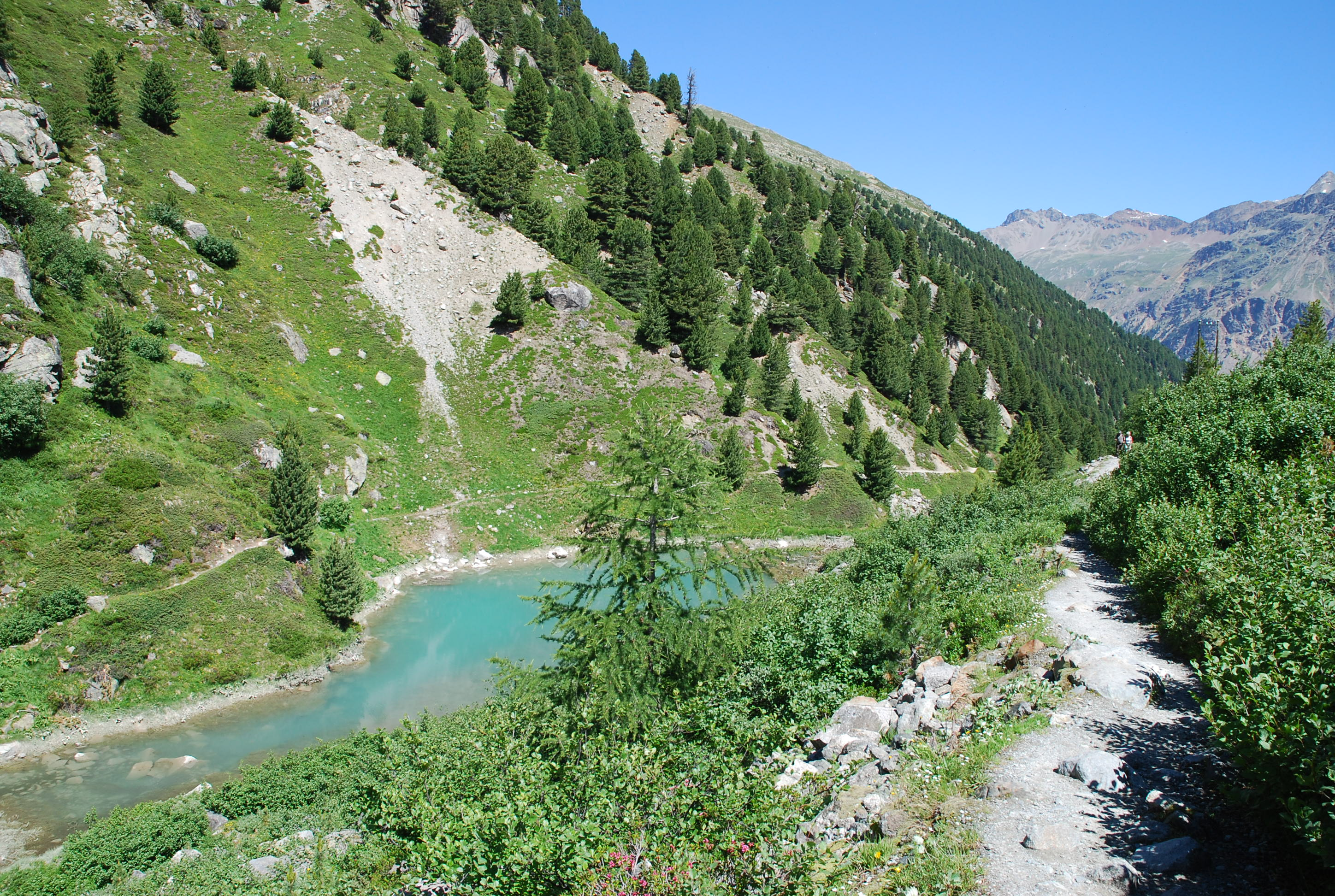
Vegetation an einem See am Boval-Aufstieg

Im ersten Jahr nach dem Eisrückzug siedeln sich auf den frischen Flächen zunächst Fleischers Weidenröschen, Schild-Ampfer, Deutsche Tamariske, Bleicher Klee, Alpen-Säuerling und Reif-Weide an. Bis zum dritten Jahr beginnt die Besiedelung mit Moschus-Schafgarbe, Grasnelken-Habichtskraut, Moos-Steinbrech. Im elften Jahr folgen Spinnweb-Hauswurz und Gewöhnlicher Hornklee. Im Vorfeld des Gletschers ist das Weidenröschen am häufigsten anzutreffen. Weitere frühe Pioniersiedler sind Alpen-Rispengras, Einblütiges Hornkraut, Fetthennen-Steinbrech und Kriech-Nelkenwurz.
Einige Pflanzen haben im Morteratschtal ein deutlich geringeres Maximalalter als im übrigen westlichen Alpenraum. Dies bedeutet, dass die Besiedelung mit diesen Pflanzen verzögerter einsetzte als in den Vergleichsgegenden. Eine Verzögerung von zehn Jahren weisen Alpenhelm, Alpen-Leinkraut und Grosse Brennnessel auf. Mit einer Verzögerung von 13 und 16 Jahren setzt das Wachstum von Moschus-Schafgarbe und Scheuchzers Glockenblume ein. Weitere zwei Jahre Differenz hat das Gold-Fingerkraut. 20 Jahre verspätet ist der Strand-Wegerich, 27 Jahre der Kriech-Nelkenwurz. Die grösste Verzögerung haben mit 33 Jahren die Kiesel-Polsternelke (Silene acaulis subsp. exscapa) und mit 42 Jahren der Westalpen-Klee.
Ausser den genannten Arten finden sich im Morteratschtal nach dem Rückzug des Gletschers mehrere weitere Arten aus den folgenden Pflanzenfamilien: Korbblütler, Kreuzblütengewächse, Glockenblumengewächse, Nelkengewächse, Dickblattgewächse, Hülsenfrüchtler, Enziangewächse, Nachtkerzengewächse, Knöterichgewächse, Rosengewächse, Steinbrechgewächse und Braunwurzgewächse.
Der Eingang des Morteratschtals gehört zur subalpinen Stufe, bei der die Waldgrenze auf 2'300 Meter liegt. Den grössten Anteil bei den Bäumen haben die Europäische Lärche und die Zirbelkiefer, die Baumgrenze befindet sich heute auf 2'350 Meter. Die Lärche siedelt sich dabei schneller an als die Zirbelkiefer. Bereits nach zehn Jahren ohne Eis findet sich Lärchenbewuchs, der nach weiteren zehn Jahren eine Höhe von zwei Metern erreicht. Während 30 Jahre nach dem Eisrückzug die Lärchen fünf Meter hoch sind, setzt dann erst der Wuchs von Zirbelkiefern ein. Diese erreichen im Alter von zehn Jahren eine Höhe von zwei Metern. Lärchen im Alter von 30 Jahren sind über sechs Meter gross. Das Höhenwachstum stagniert bei Lärchen im Alter zwischen 40 und 60 Jahren bei acht Metern, bei Zirbelkiefern zwischen 20 und 40 Jahren und etwas über vier Metern. In seit über 100 Jahren eisfreien Bereichen sind die Bäume allerdings in etwa gleich hoch.

## Alpintourismus

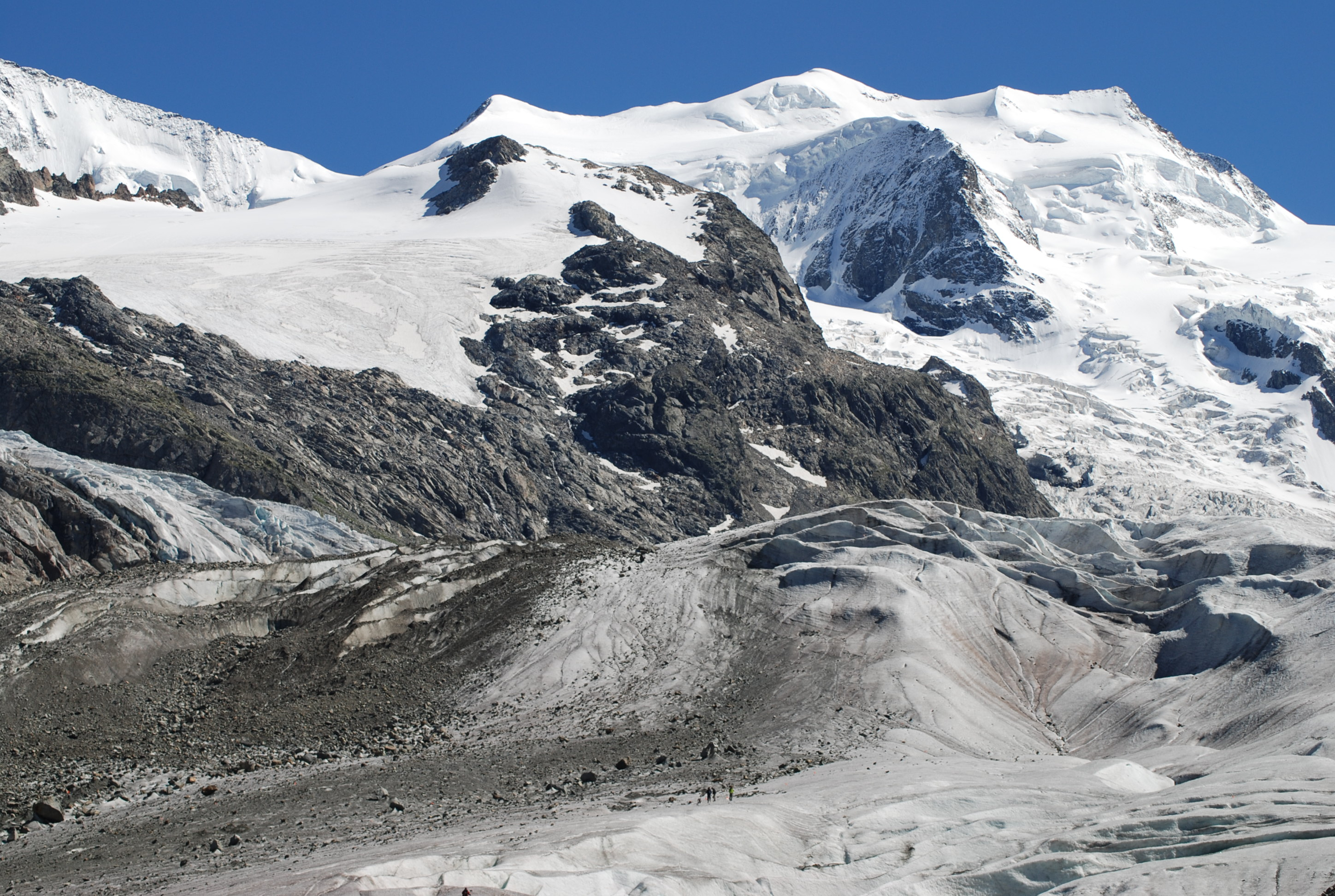
Menschen auf dem Gletscher

Im Frühling wird der Morteratschgletscher für Skifahrer präpariert. Von der Bergstation der Diavolezza-Bergbahn führt eine anspruchsvolle, markierte, auf Sicherheit geprüfte Skiroute über den Persgletscher hinunter zum Gasthof Morteratsch am Taleingang. Auf der zehn Kilometer langen Abfahrt wird ein Höhenunterschied von 1100 Metern überwunden. Die Abfahrt dauert ein bis zwei Stunden. Auch für Skitouren wird der Gletscher im Winter genutzt, beispielsweise mit der Abfahrt vom Piz Palü.
Bergsteiger begehen den Gletscher im Sommer bei verschiedenen Touren, so im Abstieg von der Diavolezza über den Persgletscher. Diese Tour ist in geführter Form bei Schulklassen sehr beliebt. Eine Route auf den Piz Zupò führt über den Morteratschgletscher. Bei einer Überschreitung des Piz Bernina von Norden führt die Route über die Marco-e-Rosa-Hütte am oberen Teil des Morteratschgletschers, die Isla Persa und den Persgletscher zur Diavolezza. Wegen der leichten Erreichbarkeit durch das Morteratschtal und der nahen Bovalhütte wird der Gletscher auch für die alpinistische Eisausbildung benutzt. Am Eingang des Morteratschtals befindet sich ein für Kinder geeigneter Klettergarten mit Routen aller Schwierigkeitsgrade bis VII. Auch an der Bovalhütte wurde ein Klettergarten eingerichtet.
In Winter sind (Stand Februar 2025) Tunnel und Höhlen im Gletschereis begehbar. Im Sommer sind die Veränderungen der Eishöhlen durch das Abschmelzen jedoch gefährlich rasch.

## Bilder

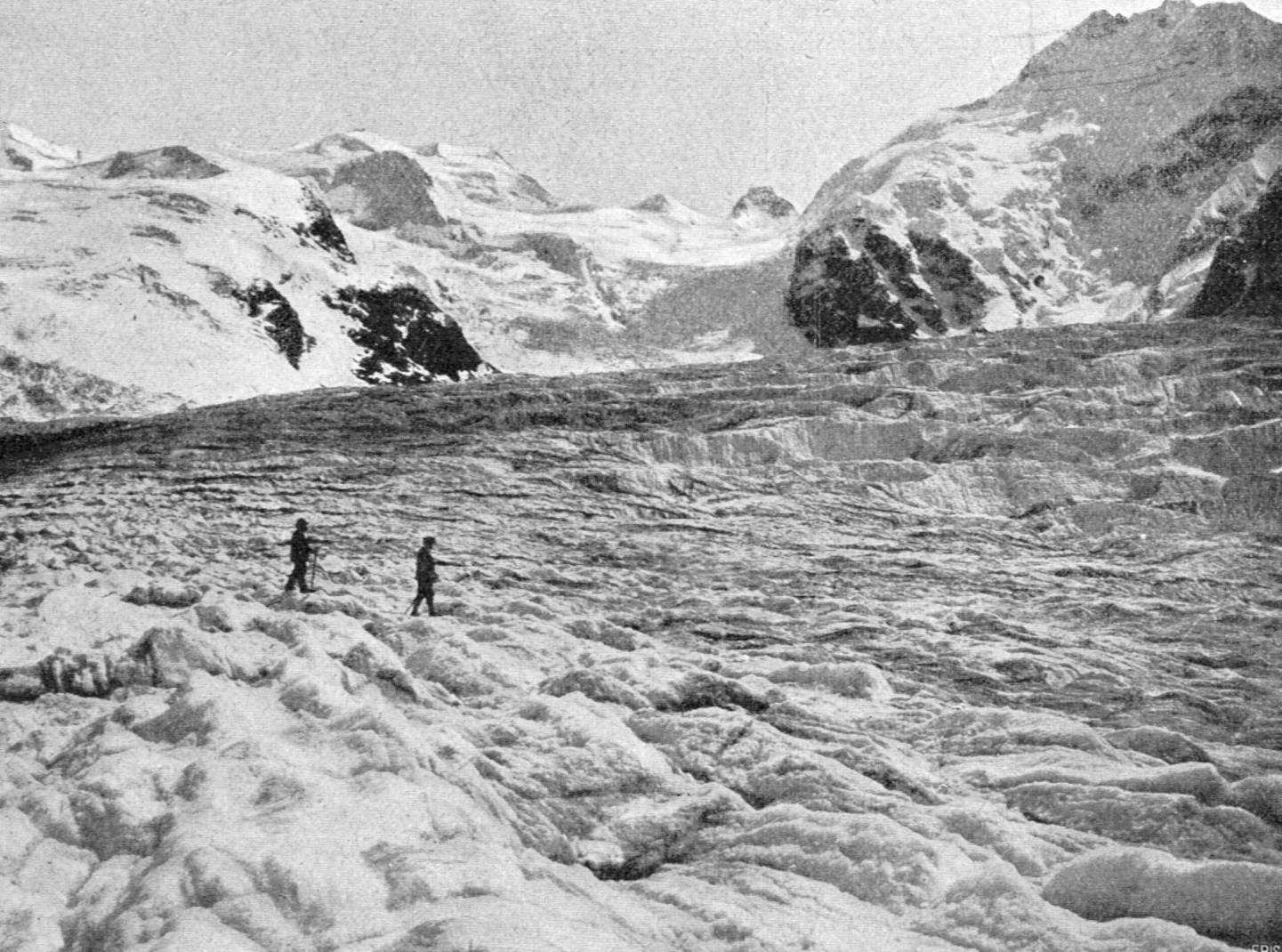
Der Morteratschgletscher um 1890

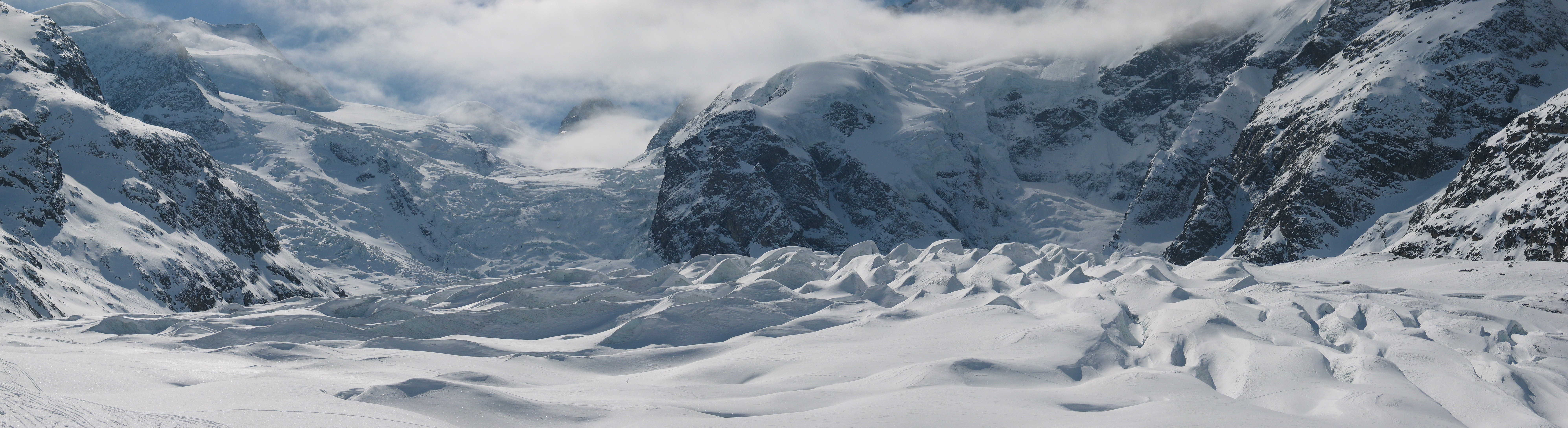
Gletscherpanorama von der Skiroute (März 2006)

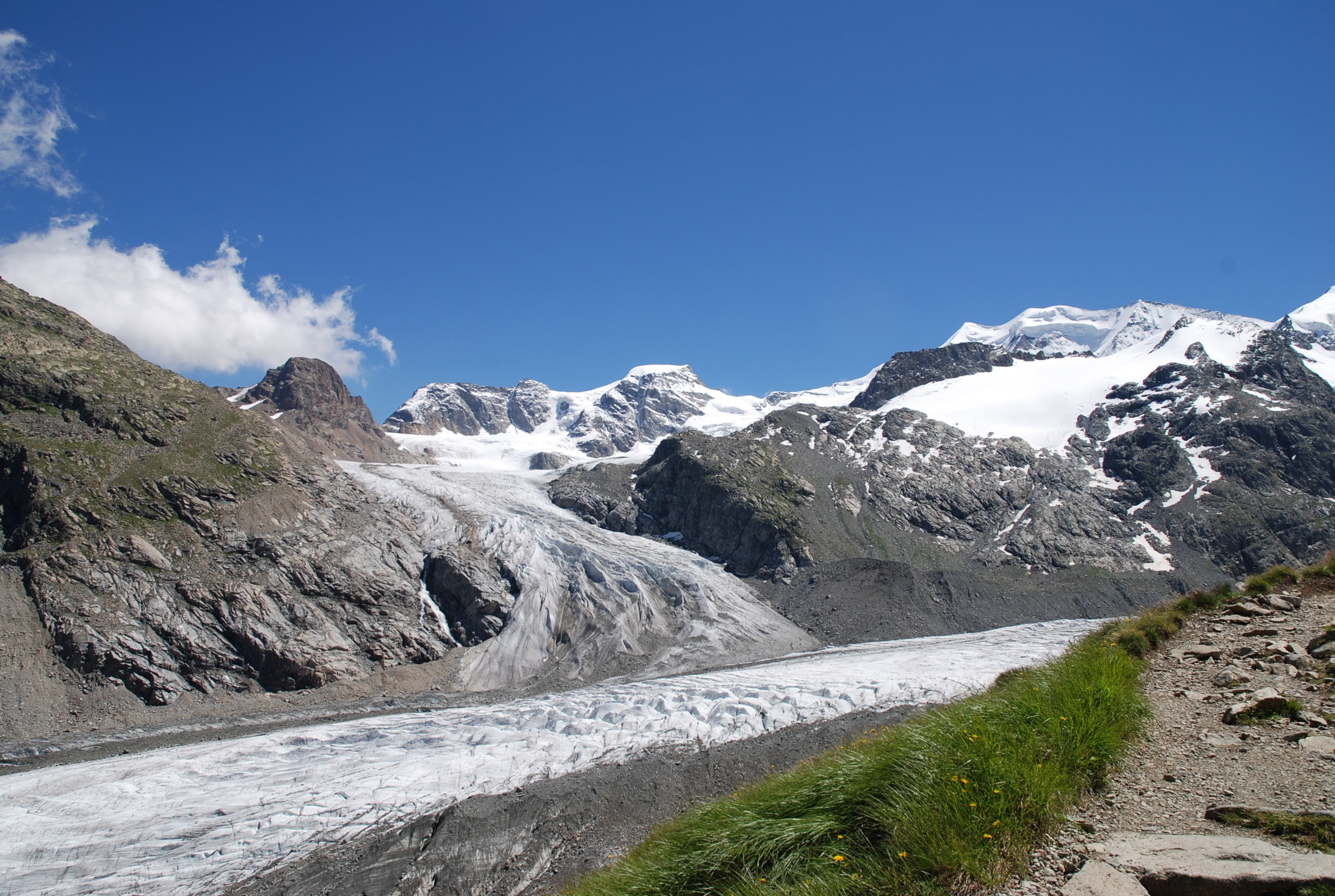
Ehemaliger Zusammenfluss mit dem Persgletscher
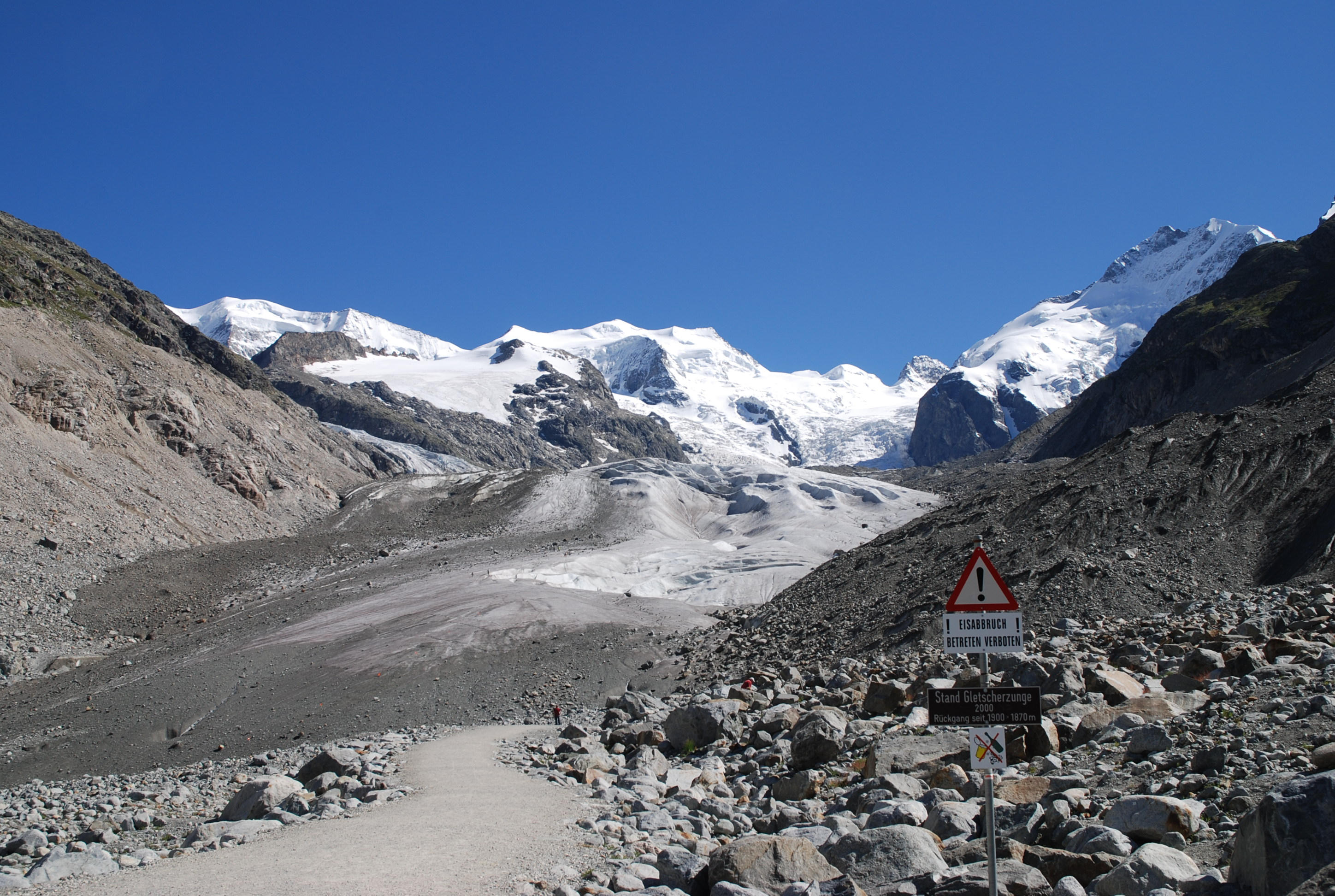
Blick auf den Gletscher vom Zungenende des Jahres 2000 sieben Jahre später
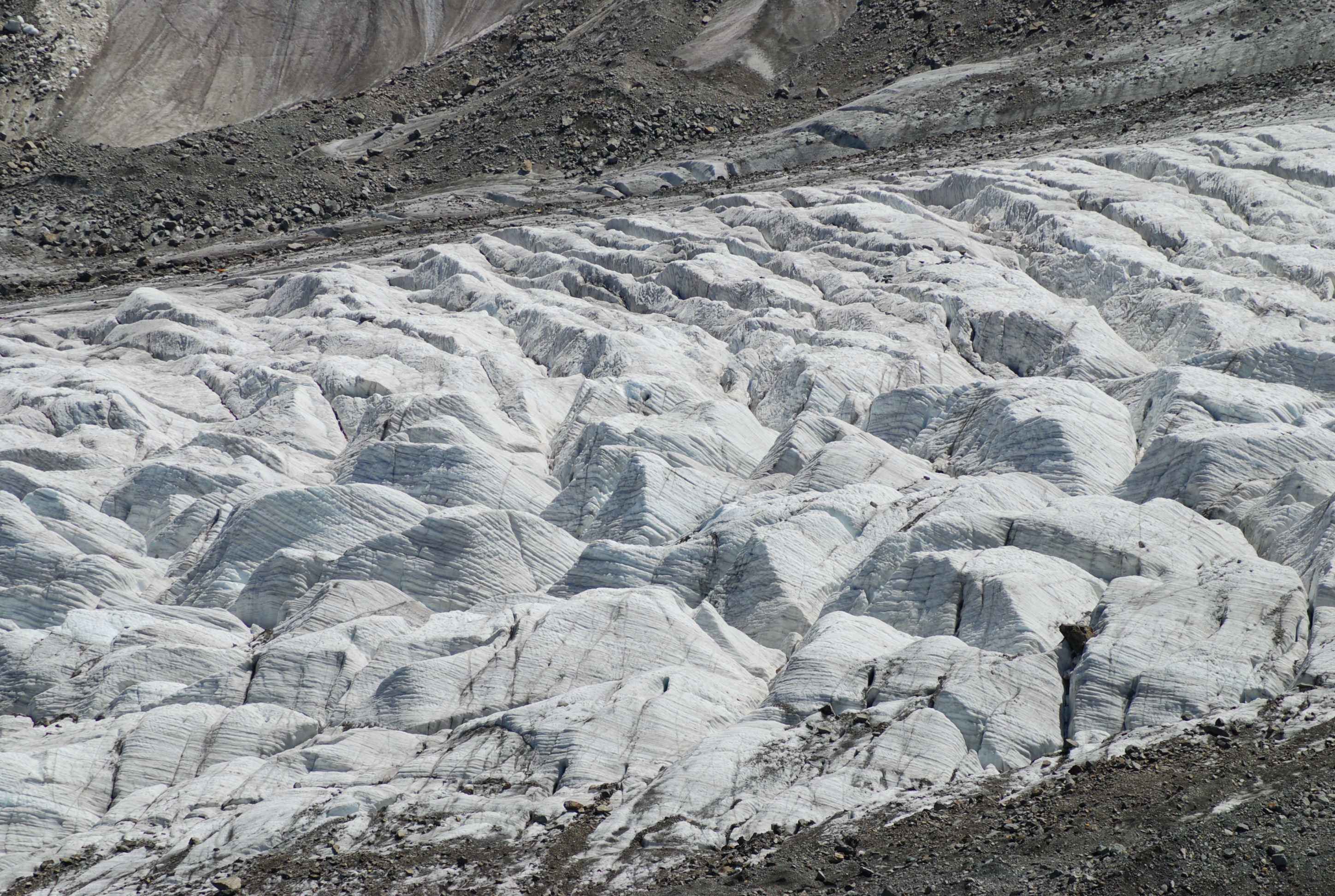
Im Bereich der Konfluenz mit dem Persgletscher
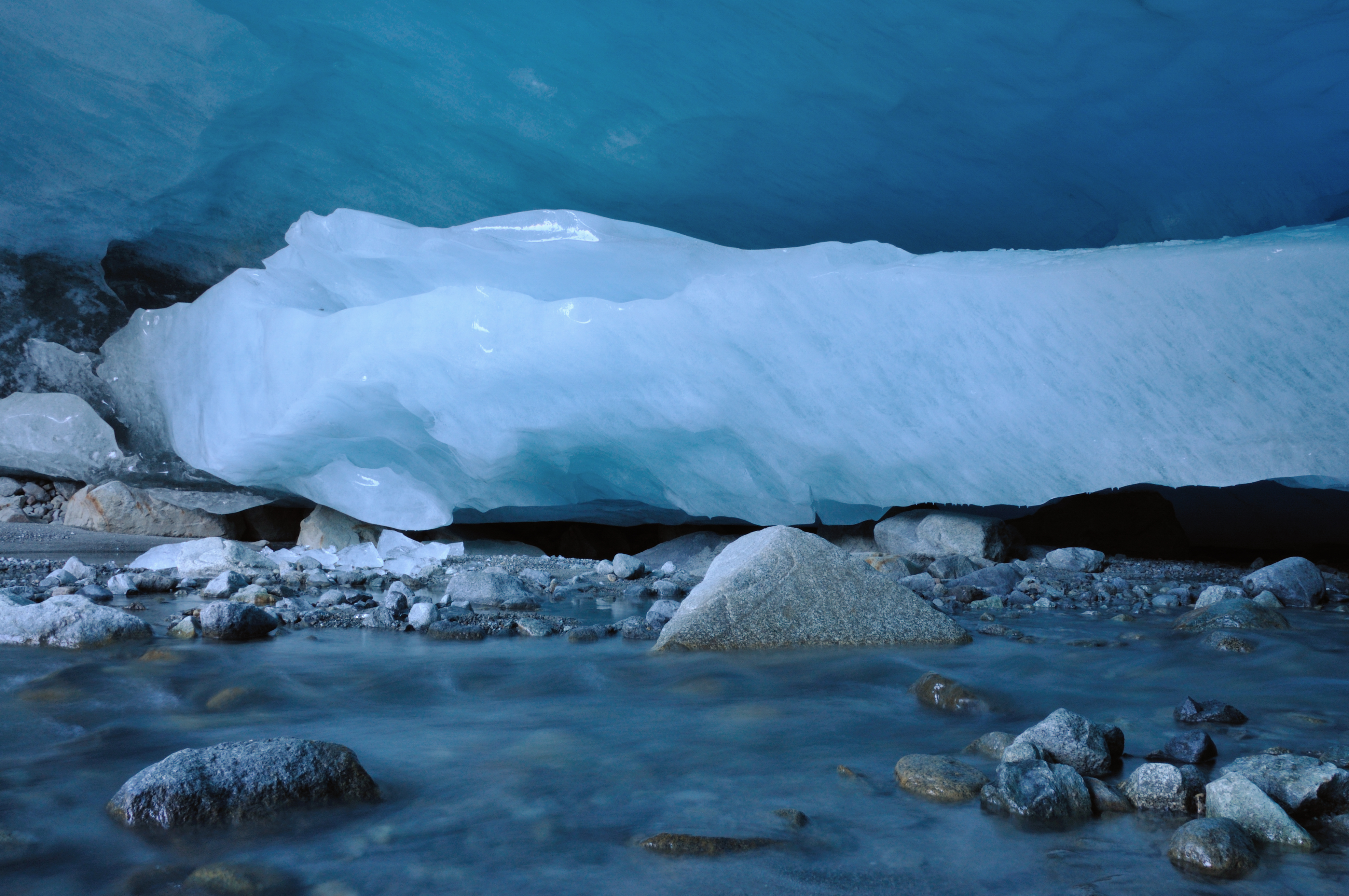
In der Gletscherhöhle im Oktober 2009
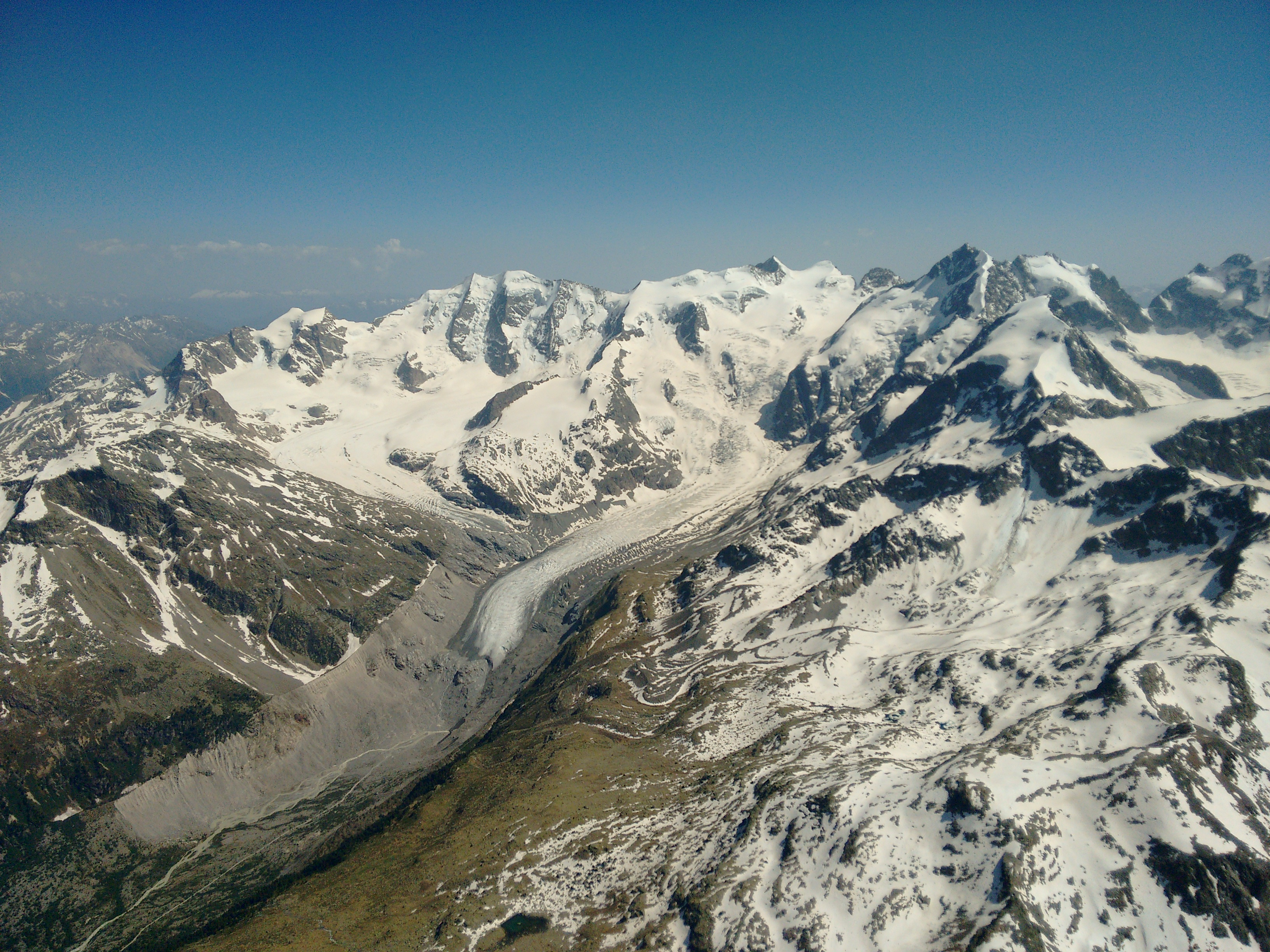
Der Morteratschgletscher am Piz Bernina im Juni 2019 aus 4000 m Flughöhe